# Alameda del Valle
Alameda del Valle ist eine Gemeinde (municipio) mit 255 Einwohnern (Stand: 2024) in der Autonomen Gemeinschaft Madrid.

## Lage und Verkehr
Pinilla del Valle liegt etwa 70 Kilometer nordnordwestlich der Stadt Madrid am Fluss Lozoya.

## Bevölkerungsentwicklung
| Jahr      | 1960 | 1970 | 1981 | 1991 | 2001 | 2011 | 2021 |
| Einwohner | 352  | 222  | 153  | 153  | 175  | 243  | 246  |

## Sehenswürdigkeiten
- Kirche Santa Marina (Iglesia de Santa Marina)
- Rathaus

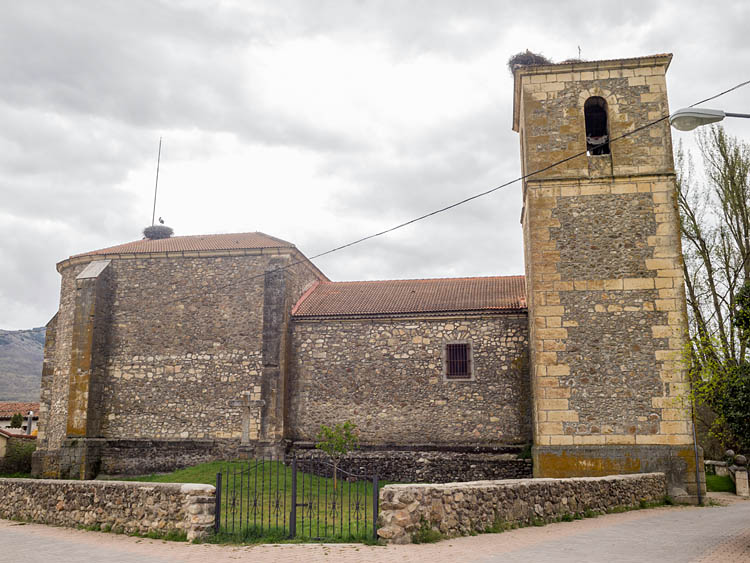
Kirche Santa Marina
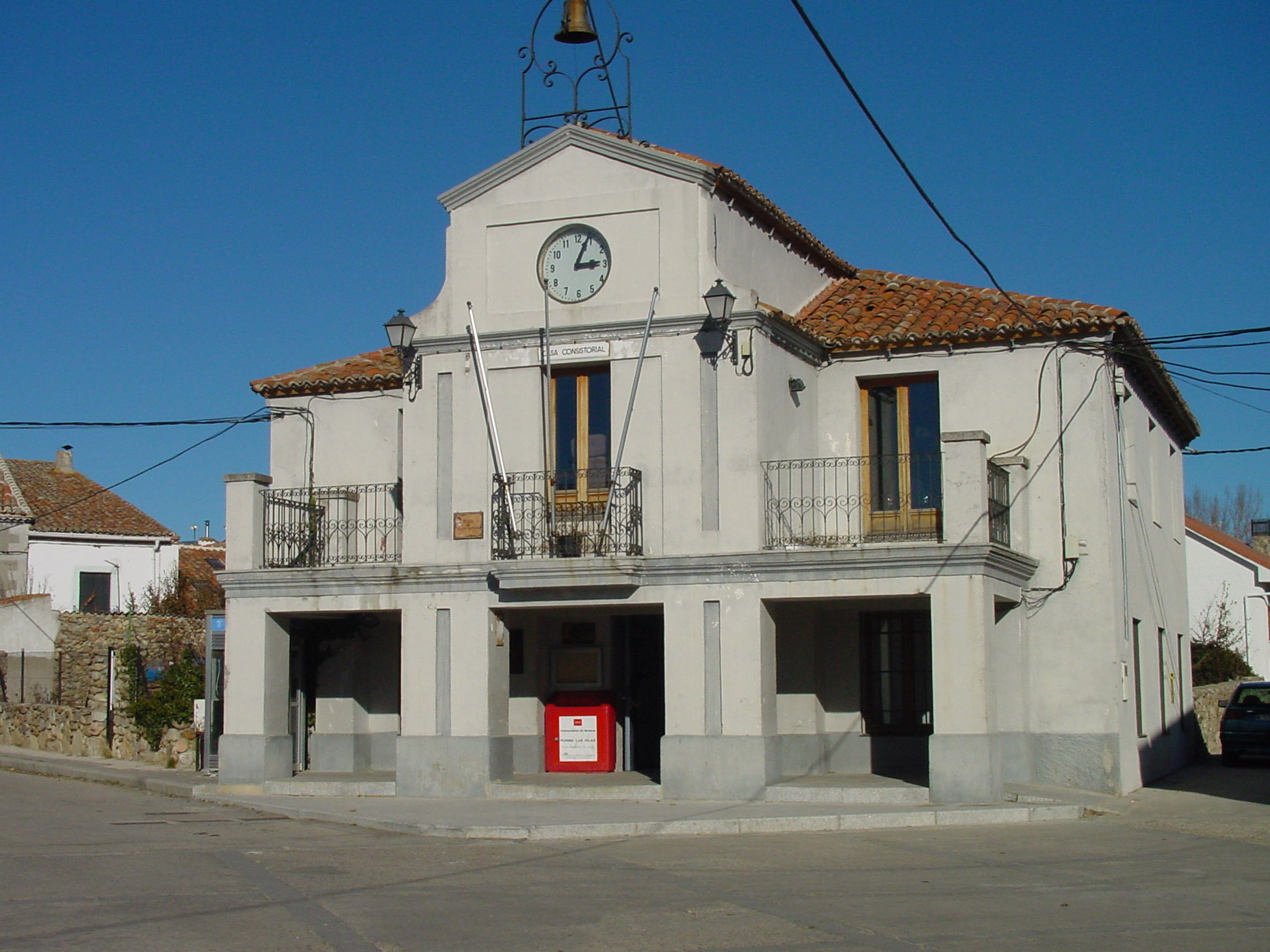
Rathaus